# Liste von Texten der Logienquelle Q
Die Liste von Texten der Logienquelle Q erfasst die Texte, die nach der Standardrekonstruktion des Internationalen Q-Projekts der Logienquelle (oder Spruchquelle) zugeordnet werden. Die Rekonstruktion folgt der Annahme, dass der Evangelist Lukas den Q-Text in Blöcken in den Text des Markusevangeliums einsetzte und daher die Abfolge und den Umfang der Quelle besser bewahrte als Matthäus, wenn er die Texte auch stilistisch und inhaltlich für griechische Leser überarbeitete.
Die Existenz einer Logienquelle Q ergibt sich aus der Annahme der Zwei-Quellen-Theorie.
|                                                                                    | Lukasevangelium |
| ---------------------------------------------------------------------------------- | --- |
| Gerichtspredigt Johannes des Täufers                                               | Lk 3,7–9 Lk 3,16b–17 |
| Jesus lässt sich taufen. Jesus wird in der Wüste vom Teufel in Versuchung geführt. | Lk 3,21–22 Lk 4,1–13 |
| Jesu erste Rede                                                                    | Lk 6,20b–23 Seligpreisung der Armen, Hungernden, Weinenden. Seligpreisung der verfolgten Jünger. Lk 6,27–38 Feindesliebe; die andere Wange hinhalten; sich Mantel und Hemd nehmen lassen; leihen, wo man nichts zurück erwartet. Nicht richten. Lk 6,41–49 Vom Splitter und vom Balken. Den Baum an seinen Früchten erkennen, den Menschen an seiner Rede. Gleichnis vom Haus auf Felsen und auf Sand gebaut |
| Der Glaube eines Centurio in Kafarnaum                                             | Lk 7,1–10 |
| Johannes der Täufer und Jesus                                                      | Lk 7,18–28 Johannes sucht Kontakt zu Jesus; Jesus spricht über den Täufer. (Lk 16,16? „Das Gesetz und die Propheten reichen bis zu Johannes. Von da an wird das Evangelium vom Reich Gottes verkündet und jeder drängt sich mit Gewalt hinein.“) Lk 7,31–35 Gleichnis von den Kindern, die einander das Spiel verderben |
| Jüngerbelehrung                                                                    | Lk 9,57–60 Wer Jesus nachfolgen will, lässt alles hinter sich zurück und ist heimatlos. Lk 10,2–16.21–24 Wer von Jesus ausgesandt wird, braucht keine Reiseausrüstung und lebt von der Gastfreundschaft. Gerichtsansage und Jubelruf. |
| Gebetsunterweisung                                                                 | Lk 11,2–4 Vaterunser. Lk 11,9–13 Wer bittet, empfängt. |
| Jesus treibt einen Dämon aus.                                                      | Lk 11,14–26 |
| Jesus kritisiert die Menschen seiner Generation.                                   | Lk 11,29–35 Vergleich mit dem Propheten Jona. Gleichnis vom Licht unter dem Scheffel. Lk 11,39–44 Kritik an Pharisäern. Lk 11,46.52.47–51 Kritik an Gesetzeslehrern. |
| Worte an die Jünger                                                                | Lk 12,2–12 Mut zum öffentlichen Bekenntnis Lk 12,22–34 Sorglos leben. Gott versorgt Raben und Lilien. Lk 12,39–46 Gleichnis von den Dienern, die nachts wachen. Lk 12,51–59 Jesus bringt Zwietracht. |
| Gericht über Israel                                                                | Lk 13,18–29 Gleichnisse von Senfkorn und Sauerteig. Verschlossene Tür. Lk 13,34–35 Jerusalem tötet die Propheten. Lk 14,16–24 Gleichnis vom Festmahl |
| Was von dem gefordert ist, der Jesus nachfolgt                                     | Lk 14,26–27 Die eigene Familie und sein Leben gering achten. Lk 17,33 Wer sein Leben bewahren will, wird es verlieren. Lk 14,34–35 Salz ohne Geschmack ist wertlos. Lk 15,4–7 Gleichnis vom verlorenen Schaf. Lk 16,13 Entweder Gott oder dem Geld dienen. (Lk 16,16? „Das Gesetz und die Propheten reichen bis zu Johannes. Von da an wird das Evangelium vom Reich Gottes verkündet und jeder drängt sich mit Gewalt hinein.“) Lk 16,17–18 Die Tora bleibt ewig unverändert. Ehescheidung ist Ehebruch. Lk 17,1–6 Zusammenleben unter Christen: Einander kein Ärgernis geben. Vergeben. Glauben haben wie ein Senfkorn. |
| Eschatologischer Ausblick                                                          | Lk 17,23–37 Vom Kommen des Menschensohnes. Lk 19,12–26 Gleichnis vom anvertrauten Geld. Lk 22,28.30: „Ihr aber habt in meinen Prüfungen bei mir ausgeharrt. Ihr sollt in meinem Reich an meinem Tisch essen und trinken und ihr sollt auf Thronen sitzen und die zwölf Stämme Israels richten.“ |